# De Quaeye Werelt

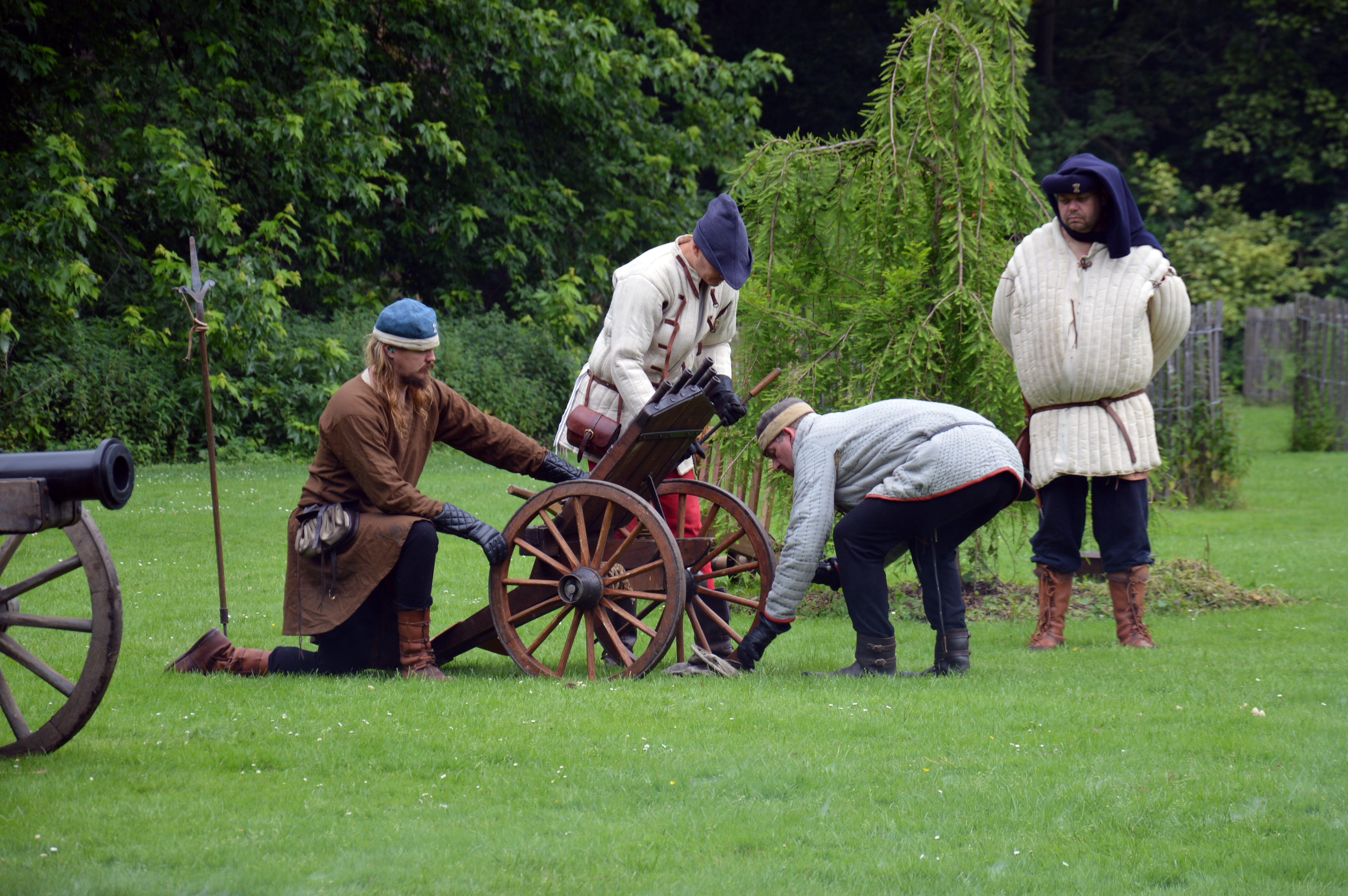
Re-enactors bereiden een kanon voor voor de veldslag

De Quaeye Werelt is in de maand juni een jaarlijks tweedaags middeleeuws festival bij het kasteel Sterckshof in het domein Rivierenhof in het Antwerpse stadsdistrict Deurne. Het werd voor het eerst georganiseerd in 1999 en is sindsdien uitgegroeid tot een van de grootste middeleeuwse evenementen van de Benelux. Er zijn re-enactors die een historische veldslag naspelen en exposanten die ambachten tonen, alsook marktkramers en eet- en drinkgelegenheden. De Quaeye Werelt staat in het teken van het jaar 1477 na de dood van hertog Karel de Stoute aan het begin van de Bourgondische Successieoorlog. Door de coronacrisis vond het evenement niet plaats in de jaren 2020, 2021 en 2022.